# Kloster Herz Jesu (Eichstätt)

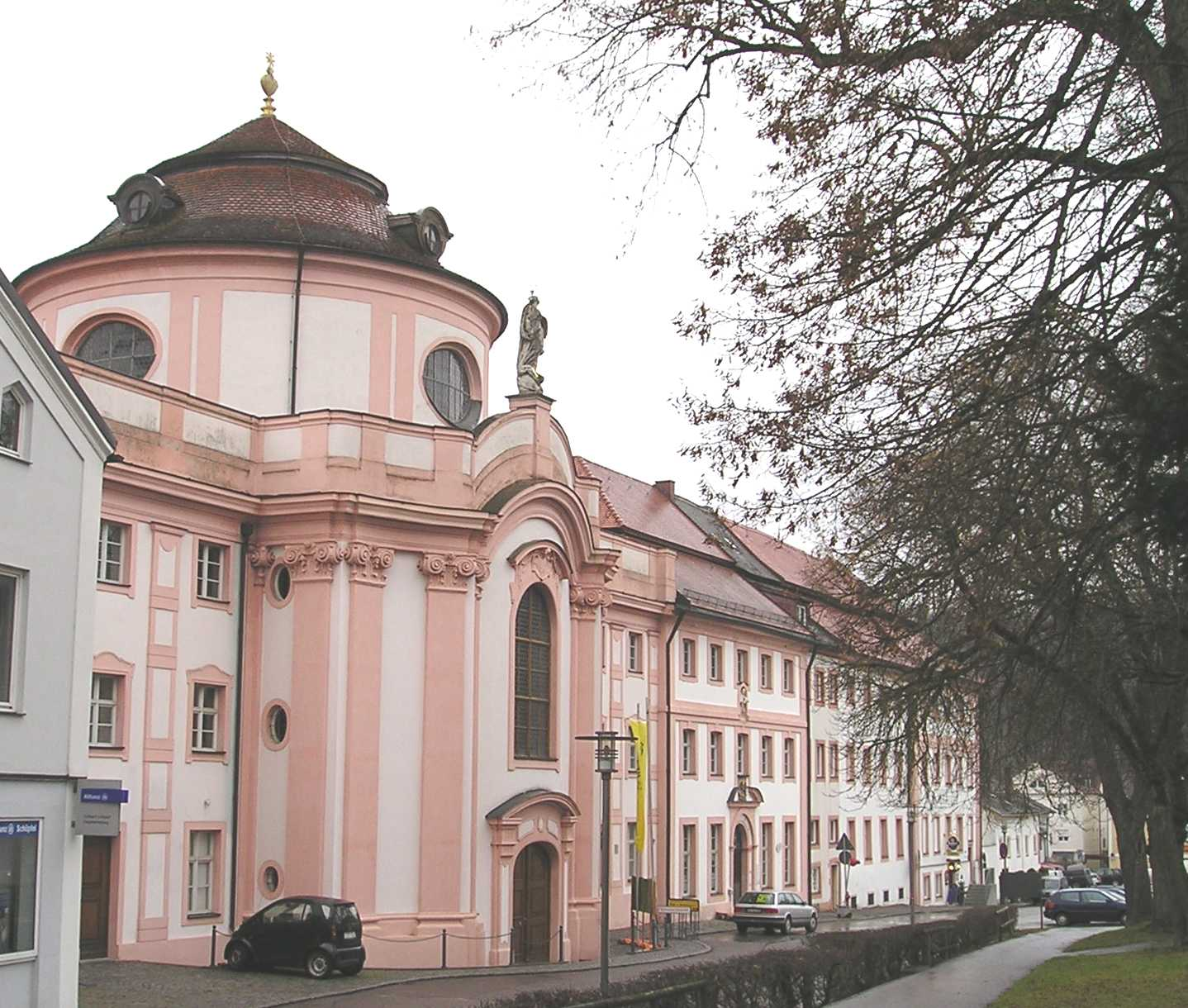
Eichstätt, Notre Dame

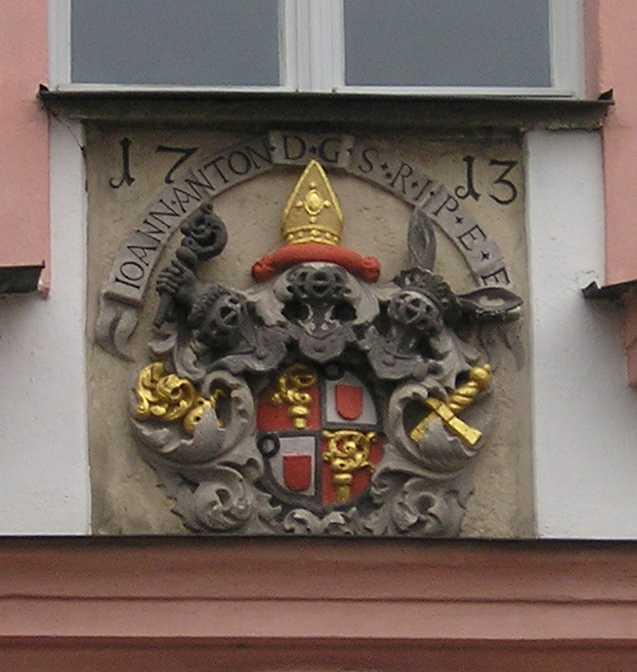
Wappen des Eichstätter Fürstbischofs Johann Anton I. Knebel von Katzenelnbogen am ehemaligen Eichstätt Kloster Notre Dame, datiert 1713

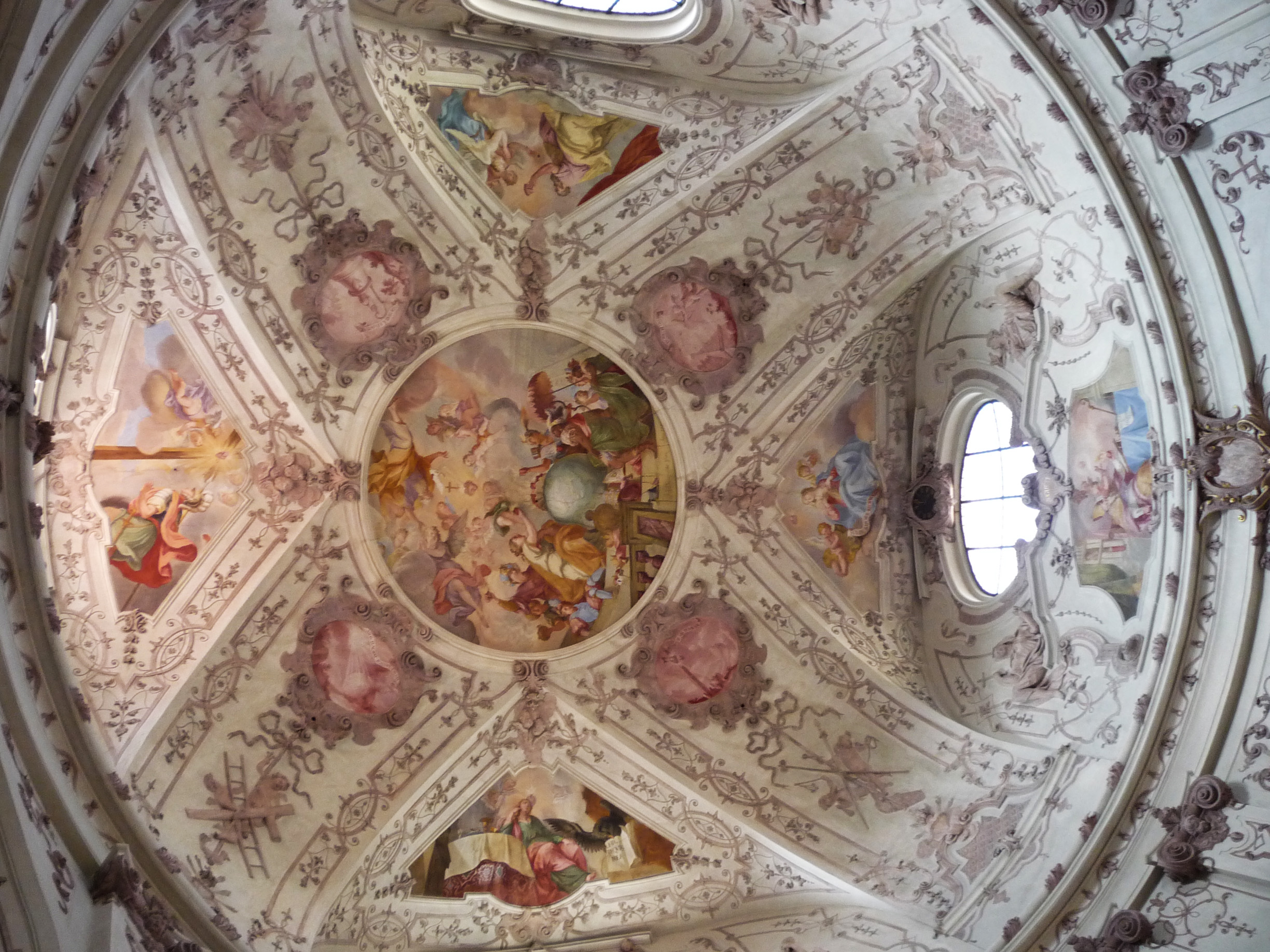
Fresken in der Kuppel von J. G. Bergmüller

Es handelt sich um ein ehemaliges Frauenkloster der Augustiner Chorfrauen B.M.V. des Ordens der regulierten Chorfrauen des hl. Augustinus in Eichstätt in Bayern.

## Geschichte
Das Kloster war dem Herzen Jesu geweiht und führte daher die Zusatzbezeichnung „du Sacré Cœur“. Es wurde 1711 unter Fürstbischof Johann Anton I. Knebel von Katzenelnbogen von seiner Nichte Maria Anna Charlotte Knebel von Katzenelnbogen (* 1685; † 1755) gegründet. Diese hatte als Kind einige Zeit im Pensionat der Mainzer Congrégration de Notre Dame zugebracht. Sie (seit 1710 Freiin) wurde die dritte Oberin des Klosters und stand ihm 1716–30 und noch einmal 1733–55 vor.
Am 6. Juli 1712 erfolgte die Grundsteinlegung zum Klosterbau, der in den Jahren danach nur zögerlich vorankam. 1716 erfolgte der Einzug in das unfertige Haus am Graben.
Die Klosterkirche, eine der hervorragendsten baukünstlerischen Leistungen der Barockzeit im bayerischen Raum, wurde 1719–22 von Gabriel de Gabrieli als Zentralbau mit konvexer Fassade und Kuppel errichtet, von Franz de Gabrieli stuckiert und von Johann Georg Bergmüller freskiert. Mit der Konsekration der Kirche am 3. Juni 1723 war die Gründungsphase des Klosters abgeschlossen. 1730 dürfte der Konvent mit 33 Personen, darunter 22 Chorfrauen, die höchste Mitgliederzahl erreicht haben.
Die Klosterfrauen betrieben gemäß Ordensauftrag von Anfang an zwei Schulen. In der „äußeren Schule“ unterrichteten sie Stadtschülerinnen (1713: über 120), in der „inneren“, dem „Pensionat“, das an das Kloster unmittelbar angebunden war, die „Pensionärinnen/Kostfräulein“ (1731: über 60; 1777: 36; 1806: 27), die aus Bayern, Franken, Schwaben und Österreich, aber auch aus dem Hochstift selber kamen und mehrheitlich Adelige waren. 1724 bauten die Nonnen für die Stadtmädchen in der Nähe des Klosters ein neues Schulhaus (heute 2. Evangelisches Pfarrhaus), 1727 an das Kloster einen Pensionatsflügel. Der Unterricht in der äußeren Schule umfasste Gebet und geistliche Lieder, Katechismus, Lesen, Schreiben, Rechnen und Handarbeiten, in der inneren Schule deutsche und französische Sprache, Katechismus, Heilige Schrift, religiöse Lieder, ein wenig Geographie und Arithmetik und auch hier Handarbeiten. Ähnlich wie im Eichstätter Jesuitenkolleg führte man Theaterstücke auf.
In der Umwälzungszeit der Säkularisation 1802–08 wurde das Stift als einziges Eichstätter Kloster wegen der beiden Schulen nicht aufgehoben. Allerdings durften keine Novizinnen mehr aufgenommen werden, und die Schulen erhielten staatliche Vorgesetzte. Erst am 22. Oktober 1809 verfügte König Maximilian I. Joseph die Auflösung der Congrégation de Notre Dame. Die Schwestern zogen in ein vom Bischof zur Verfügung gestelltes Haus um; die letzte starb 1868.
1810/11 wurde der geringe klösterliche Grundbesitz, die äußere Schule und die Klostergebäude verkauft. Die Seitenaltäre wurden an die Wallfahrtskirche St. Sebastian in Arnsberg verkauft. Dort stehen sie heute noch. Ab 1814 diente die Kirche als Magazin. 1912–20 unterhielt die Stadt darin ein Museum. In den Jahren 1984 bis 1988 wurde die ehemalige Klosterkirche saniert. Zwischen 1989 und 1991 wurde der südliche Flügel durch Stadtbaumeister Andreas Mühlbauer und Mitarbeiter Siegfried Dengler zusammen mit den Bauingenieuren Martinka + Grad und Lichtplaner Walter Bamberger umgebaut und zu einem Informationszentrum für den Naturpark Altmühltal umgestaltet. Bauleitung hatte Prechtl und Seibold.

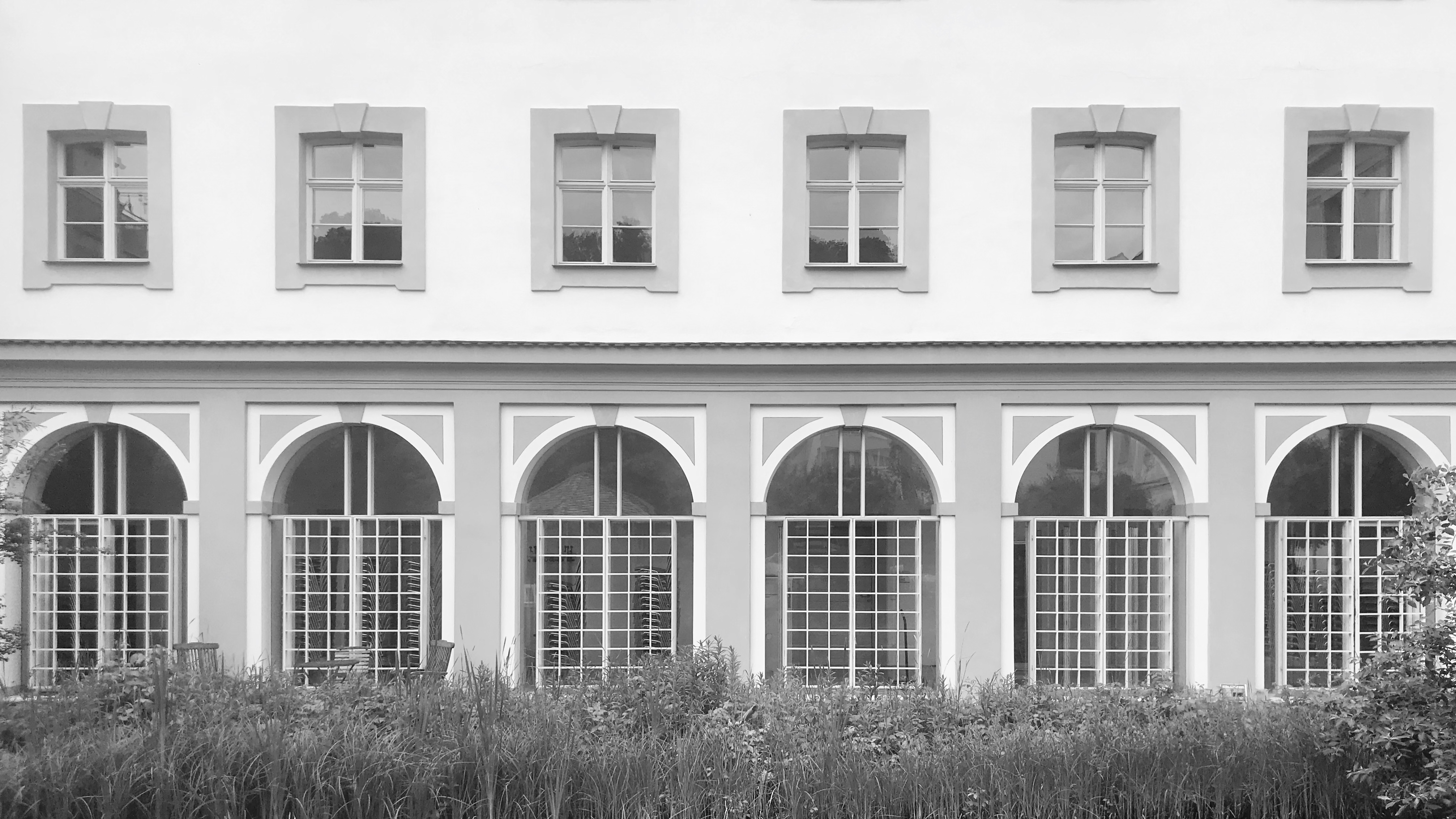
Hofansicht auf umgestalteten Südflügel